# Jewgienija Żygulenko
Jewgienija Andriejewna Żygulenko (ros. Евгения Андреевна Жигуленко, ur. 1 grudnia 1920 w Jekaterynodarze, zm. 27 lutego 1994 w Moskwie) – radziecka pilotka wojskowa, major lotnictwa, reżyserka filmowa, Bohater Związku Radzieckiego (1945).

## Życiorys
Dzieciństwo i młodość spędziła w Armawirze i Tichoriecku, później studiowała w Moskiewskim Instytucie Inżynierów i Moskiewskim Instytucie Lotniczym, jednocześnie zajmowała się lataniem samolotem i skokami spadochronowymi w aeroklubie w Tuszynie, od października 1941 służyła w Armii Czerwonej. W styczniu 1942 skończyła kursy szturmanów (nawigatorów) przy wojskowej szkole lotników w Engelsie i została szefem łączności eskadry 46 gwardyjskiego pułku nocnych bombowców, od maja 1942 walczyła w wojnie z Niemcami. Od maja 1942 do maja 1945 jako szef łączności eskadry, lotnik, starszy lotnik i dowódca klucza walczyła na Froncie Południowym (od maja do lipca 1942) i Północno-Kaukaskim (od lipca do września 1942), w składzie Północnej Grupy Wojsk Frontu Zakaukaskiego (od września 1942 do stycznia 1943), ponownie na Froncie Północno-Kaukaskim (od stycznia do listopada 1943), w składzie Samodzielnej Armii Nadmorskiej (od listopada 1943 do maja 1944) i na 2 Froncie Białoruskim (od maja 1944 do maja 1945). Brała udział w bitwie o Kaukaz, wyzwoleniu Kubania, operacji kerczeńsko-eltigeńskiej, krymskiej, mohylewskiej, białostockiej, osowieckiej, mławsko-elbląskiej, pomorskiej i berlińskiej. W marcu 1945 została kontuzjowana i lekko ranna podczas walk w rejonie Stargardu. Podczas wojny wykonała 968 lotów bojowych bombowcem Po-2, wykonując bombardowania siły żywej i techniki wroga. W momencie zakończenia wojny miała stopień porucznika. Po wojnie do października 1945 służyła jako dowódca klucza nocnego bombowego pułku lotniczego w Północnej Grupie Wojsk stacjonującej w Polsce, w latach 1945–1949 studiowała w Wojskowym Instytucie Języków Obcych, później była lotnikiem-instruktorem w moskiewskim aeroklubie, następnie służyła w Dalekowschodnim Okręgu Wojskowym (kraj Kamczacki) i w Karpackim Okręgu Wojskowym (Sambor), we wrześniu 1955 w stopniu majora została przeniesiona do rezerwy. Mieszkała w Soczi, a od 1970 w Moskwie, gdzie w 1976 ukończyła studia na Wydziale Reżyserskim Wszechzwiązkowego Państwowego Instytutu Kinematografii i następnie pracowała jako reżyser w studiu kinowym im. Gorkiego, gdzie wyreżyserowała dwa filmy wojenne. Została pochowana na Cmentarzu Trojekurowskim. Jej imieniem nazwano ulice w Krasnodarze, Gelendżyku i Tichoriecku.

## Odznaczenia
- Złota Gwiazda Bohatera Związku Radzieckiego (23 lutego 1945)
- Order Lenina (23 lutego 1945)
- Order Czerwonego Sztandaru (dwukrotnie - 19 października 1942 i 15 czerwca 1945)
- Order Wojny Ojczyźnianej I klasy (dwukrotnie - 30 października 1943 i 11 marca 1985)
- Order Czerwonej Gwiazdy (dwukrotnie - 26 kwietnia 1944 i 5 listopada 1954)
- Medal „Za zasługi bojowe” (17 maja 1951)
- Medal „Za zwycięstwo nad Niemcami w Wielkiej Wojnie Ojczyźnianej 1941–1945”
- Medal „Za obronę Kaukazu”
- Medal „Za wyzwolenie Warszawy”
- Medal „Weteran pracy”